# МГФСО (женский волейбольный клуб)
МГФСО — российский женский волейбольный клуб из Москвы. Функционировал в 1994—2004 годах.

## Достижения
- 5-е место в чемпионате России среди команд суперлиги — 2000.

## История
В 1994 году в структуре Московского городского физкультурно-спортивного объединения (МГФСО) были образованы мужской и женский волейбольные клубы. Женская волейбольная команда МГФСО с 1994 года принимала участие в чемпионатах России, пройдя в рекордно короткие сроки всего за три года путь от второй лиги до суперлиги. В сезоне 1999/2000 команда добилась наивысшего для себя результата в розыгрыше первенств России, заняв итоговое 5-е место. В дальнейшем результаты МГФСО пошли на спад и в чемпионате России 2003/04 команда заняла последнее (13-е) место и потеряла прописку в суперлиге. После этого в результате реформы в московском волейболе на её основе была создана фарм-команда московского «Динамо», занявшее место МГФСО в высшей лиге «А».

## Результаты в чемпионатах России
| Сезон     | Лига        | Место |
| --------- | ----------- | ----- |
| 1994/95   | Вторая лига | 1     |
| 1995/96   | Первая лига | 1     |
| 1996/97   | Высшая лига | 1     |
| 1997/98   | Суперлига   | 7     |
| 1998/99   | Суперлига   | 10    |
| 1999/2000 | Суперлига   | 5     |
| 2000/01   | Суперлига   | 9     |
| 2001/02   | Суперлига   | 8     |
| 2002/03   | Суперлига   | 10    |
| 2003/04   | Суперлига   | 13    |

## Игроки и тренеры
Команда МГФСО комплектовалась в основном за счёт воспитанниц московских волейбольных школ. В разные годы за МГФСО выступали многие известные российские волейболистки, в настоящее время защищающие цвета ведущих российских и зарубежных клубов — Мария Жадан, Елена Ежова (Кузьмина), Елена Лисовская, Ольга Сажина, Виктория Кузякина (Подкопаева) и другие. В числе тренеров команды были известные специалисты — Леонид Березин, Вадим Панков, Михаил Омельченко, Евгений Сивков.